# Sveti Petar Orehovec
Sveti Petar Orehovec – wieś w Chorwacji, w żupanii kopriwnicko-kriżewczyńskiej, siedziba gminy Sveti Petar Orehovec. W 2011 roku liczyła 279 mieszkańców.